# Pietro Benedetti (partigiano)
Pietro Benedetti (Atessa, 29 giugno 1902 – Roma, 29 aprile 1944) è stato un partigiano italiano.

## Biografia
Nacque ad Atessa, in provincia di Chieti il 29 giugno 1902, da Filippo e Maria Cinalli. Agli inizi degli anni '20 fu tra i fondatori del Partito Comunista.
Nel dicembre del 1925 fu fermato al confine con un passaporto falso e condannato a tre mesi di carcere mentre si recava a in Francia per partecipare, in rappresentanza dell'Abruzzo, al congresso del Partito comunista che si svolse a Lione nel gennaio dell'anno successivo.
Divenne poi segretario della Federazione di Chieti, rimanendo in contatto con gli esiliati in Francia. Arrestato nel 1932 fu condannato da Tribunale speciale per la difesa dello Stato e amnistiato in seguito.

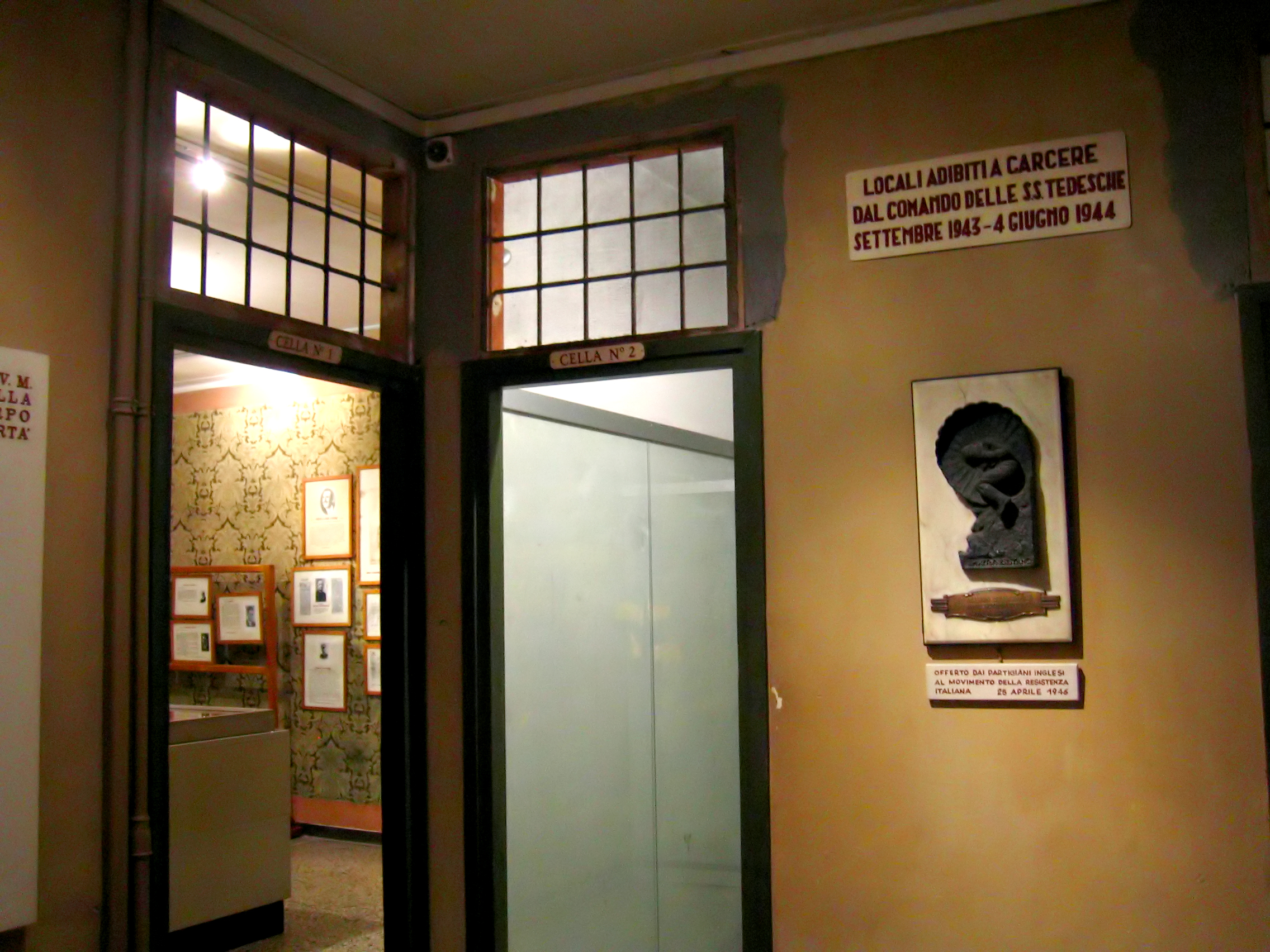
Vista delle celle di Via Tasso oggi Museo storico della Liberazione

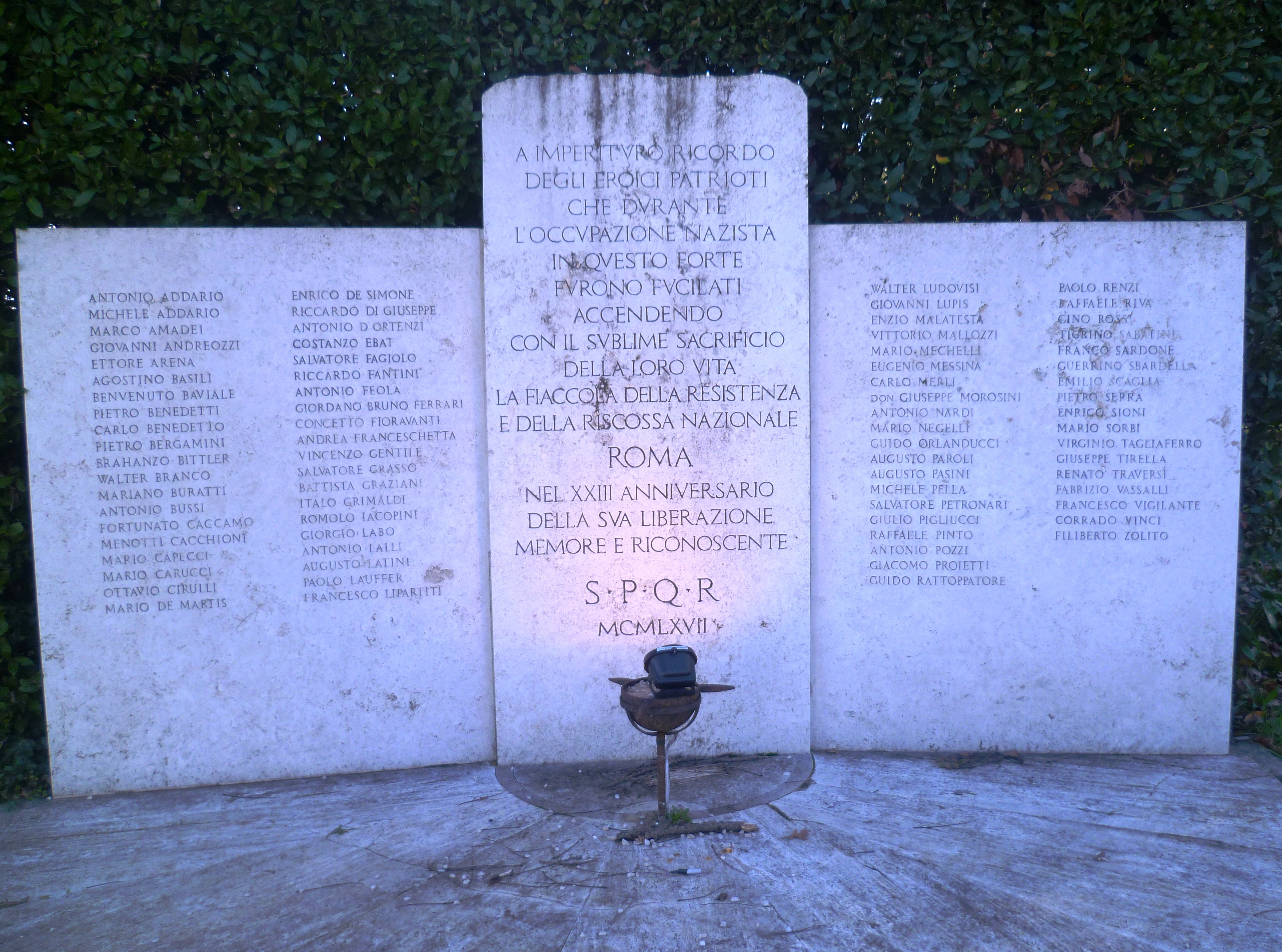
Monumento funebre con elencati tutti i nomi dei martiri di Forte Bravetta, all'interno dell'omonimo parco.

Nel 1933 si trasferì a Roma dove avviò un laboratorio di ebanisteria in Via Properzio 39 e svolse attività antifascista clandestina come commissario politico per i quartieri Prati e Monte Mario. Dopo l'armistizio del 1943 fu commissario politico della zona di Prati e Monte Mario. La sua bottega si trasformò in centro riunione di antifascisti.
A fine dicembre 1943 fu arrestato dopo il ritrovamento di armi nel suo laboratorio e detenuto prima nel carcere di Regina Coeli e poi a Via Tasso, carcere e caserma delle SS. Fu processato il 29 febbraio del 1944 dal Tribunale militare di guerra tedesco che lo condannò a 15 anni. Il 1º aprile 1944 subì un nuovo processo che lo condannò alla pena capitale. Fu fucilato da un plotone della Polizia dell'Africa italiana il 29 aprile 1944 sugli spalti di Forte Bravetta a Roma.

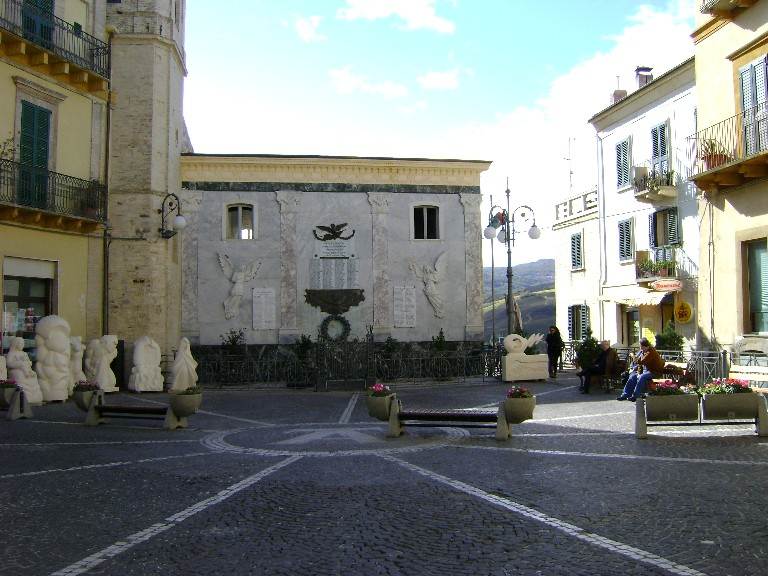
Piazza Pietro Benedetti in Atessa (CH), il Monumenti ai caduti

Prima di essere fucilato scrisse ai figli questa lettera: 
Ad Atessa, sua patria,  gli è stata intitolata piazza Pietro Benedetti, con adiacente monumento ai caduti.